# Simbakubwa
Simbakubwa kutokaafrika ("gran león de África", en suajili) es una especie y género extintos de mamífero perteneciente a la familia Hyainailouridae, comprendida en el orden Hyaenodonta. Vivió a principios del Mioceno y sus restos fueron hallados en Kenia. El espécimen tipo fue recuperado de depósitos datados en 23 millones de años de antigüedad. Con un peso estimado en alrededor de 1,500 kilogramos, puede haber sobrepasado al actual oso polar en tamaño.

## Descripción
Los fósiles de Simbakubwa fueron descubiertos originalmente por Matthew Borths y Nancy Stevens cuando estaban examinando los fósiles alojados en el Museo Nacional de Nairobi en Kenia. El espécimen tipo consiste de una mandíbula parcial, un maxilar derecho superior y algunos restos postcraneales. Los sutiles patrones de desgaste en la dentadura indican que el espécimen holotipo era un adulto joven al momento de su muerte. El estudio de los restos postcraneales sugiere que Simbakubwa poseía una postura semidigitígrada al caminar.

## Paleoecología
Simbakubwa, como otros hienailoúridos, probablemente era un depredador y carroñero especializado que se alimentaba de grandes mamíferos como rinocerontes y proboscídeos primitivos. Parece haber estado algo menos adaptado en triturar huesos que parientes suyos posteriores tales como Hyainailouros. Sin embargo, al igual que este último, Simbakubwa poseía bordes cortantes girados en sentido lingual en sus dientes carnasiales, lo que aseguraba que el borde cortante se mantuviera constante a través de su vida.